# هاري فليمنيغ
هاري فليمنيغ هو صحفي كندي، ولد في 1933، وتوفي في 16 فبراير 2008 بسبب سرطان الرئة وذات الرئة.